# Therapnis parorma
Therapnis parorma är en fjärilsart som beskrevs av Edward Meyrick 1910. Therapnis parorma ingår i släktet Therapnis och familjen praktmalar, Oecophoridae. Inga underarter finns listade i Catalogue of Life.